# Polja smrti (dokumentarni ciklus)
Polja smrti, hrvatski dokumentarni ciklus iz 1999. i 2000. godine autorice Biljane Čakić-Veselič. Snimila ga je u suradnji sa Savezom Udruga obitelji nestalih i zarobljenih hrvatskih branitelja.

## Radnja
Prikazuje ratne strahote rata i bolan život obitelji koje još uvijek traže svoje nestale sinove, čija su tijela negdje po nepoznatim Poljima smrti u Hrvatskoj Kostajnici i drugdje po cijeloj Hrvatskoj.